# Beleg van Lingen (1597)
Het Beleg van Lingen is een belegering van de stad Lingen tijdens de Tachtigjarige Oorlog door het Staatse leger onder leiding van Maurits van Nassau, de latere prins van Oranje. Frederik van den Bergh verdedigde de stad voor de Spaanse koning Filips II. Na een belegering van ruim twee weken gaf Van den Bergh zich over op 12 november 1597. Het beleg was onderdeel van Maurits' veldtocht van 1597, Maurits' succesvolle offensief tegen de Spanjaarden.

## Aanloop naar het beleg
Maurits had in het jaar 1597 al vele successen geboekt. Hij was in de zomer begonnen met een veldtocht door het oosten van de Nederlanden. Hierbij had hij onder meer de sterke vestingsteden Oldenzaal en Grol veroverd. Daarmee had hij bijna de tuin gesloten. Alleen Lingen, in het huidige Duitsland, was nog in handen van de Spaanse Nederlanden. Eind oktober 1597 trok Maurits met zijn leger naar Lingen.

## Beleg en nasleep
Om bij Lingen te komen moest Maurits onder meer de Eems oversteken. Zijn leger liet hij met een mars naar Lingen trekken, dat ook het lichte geschut mee nam. Het zware geschut werd per schip via de Waddenzee en over de Eems naar Lingen gebracht. Dit zorgde voor een aantal dagen vertraging. Eenmaal met het zware geschut in gebruik, werd de stad, inclusief kasteel, zwaar beschoten. Het kostte veel moeite om bij de stadsgracht te komen en deze te vullen, zodat de stad belegerd kon gaan worden. Toen dit na verloop van tijd toch voltooid was, werd de stad opgeëist door Maurits. Aangezien Van den Bergh de opdracht had gekregen van de kardinaal-aartshertog om de stad en zichzelf te sparen, gaf hij de stad over op 12 november.
Met het veroveren van Lingen, sloot Maurits zijn veldtocht van 1597 af. Het was tevens een van zijn laatste veroveringen tijdens zijn succesvolle periode, achteraf de Tien Jaren genoemd.